# Johan Velho de Pedrogaez
Johan Velho de Pedrogaez (fl. XII-XIII secolo) è stato un trovatore portoghese, attivo tra il 1278 e il 1310 alla corte di Dionigi del Portogallo.
Fratello di Fernan Velho, anch'egli trovatore, fu autore di due cantigas de escarnio. 